# Centrale nucléaire de LaSalle County
La centrale nucléaire de LaSalle County est située dans le Comté de LaSalle à 16 km au sud-est de Ottawa dans l'Illinois. 

## Description
Cette centrale est équipée de deux réacteurs à eau bouillante (REB) construits par General Electric :
- LaSalle County 1 : 1130 MWe, mis en service en 1982 pour 40 ans (2022).
- LaSalle County 2 : 1130 MWe, mis en service en 1983 pour 40 ans (2023).

Elle dessert Chicago et le nord de l'Illinois en électricité et elle appartient à Exelon qui est aussi l'exploitant.

## Déclenchement d'alerte
En février 2006, le journal Chicago Tribune signale qu’une alerte nucléaire de site a été déclenchée, s’agissant d’une alerte moins grave qu’une alerte nucléaire générale telle que celle de Three Mile Island.

C'est la première alerte nucléaire de site déclarée sur une centrale nucléaire surveillée par la NRC (Nuclear Regulatory Commission) depuis celle du réacteur de Nine Mile Point en 1991 (*) et c’est le 4e de l’histoire de la NRC.

(*) si l'on ne tient pas compte de plusieurs alertes sur les sites de traitement du combustible qui sont surveillés par US Department of Energy.

Les opérateurs étaient en train d’arrêter la tranche no 1 pour rechargement quand le système de contrôle de la turbine a subi un dysfonctionnement qui a conduit au déclenchement du réacteur qui était à 6 % de puissance. Les instrumentations ont signalé que 3 des 185 barres de contrôles utilisées pour arrêter le réacteur n’étaient pas correctement insérées ce qui a déclenché l’alerte. Après réinitialisation, les instrumentations indiquaient seulement une barre de contrôle incorrectement insérée au lieu de 3. L’alerte a été arrêtée à ce moment-là sans aucun rejet de radioactivité.

Les analyses post incidentelles ont confirmé que toutes les barres de contrôle étaient entièrement insérées moins de quatre minutes après le déclenchement du réacteur. Il n’y avait que des problèmes d’instrumentation pour les trois barres incriminées. D’autres évaluations post incidentelles ont montré que même si trois barres étaient restées entièrement sorties, le réacteur aurait été arrêté.